# Emre Hasan Balcı
Emre Hasan Balcı (* 5. April 1987 in Australien) ist ein türkischer Fußballspieler. Neben der türkischen besitzt er auch die australische Staatsbürgerschaft.

## Karriere
Balcı kam 1987 als Sohn türkischer Migranten in Australien auf die Welt. Er siedelte aber bereits in Kindesalter mit seiner Familie nach Istanbul um. Hier begann er in der Jugend von Bakırköyspor mit dem Vereinsfußball. Zum Sommer 2004 wurde er in den Profikader aufgenommen und machte am letzten Spieltag der Saison 2003/04 sein Profidebüt in einer Viertligabegegnung. Die nachfolgende Saison spielte er überwiegend für die Reservemannschaft und kam nur selten bei den Profis zum Zug. Im Frühjahr 2006 eroberte er sich schließlich einen Stammplatz in der ersten Elf von Bakırköyspor und behielt diesen bis zu seinem Abschied im Sommer 2007. Da wechselte er zum ehemaligen Traditionsverein und damaligen Amateurklub Vefa Istanbul.
Nach zwei Jahren verließ er Vefa SK in Richtung Sarıyer SK. Hier spielte er ebenfalls nur eine Saison und zog zum Zweitligisten Akhisar Belediyespor.
Zur Spielzeit 2011/12 wechselte er zum Drittligisten Adana Demirspor. Dort gelang ihm mit seiner Mannschaft der Play-off-Sieg der Liga und damit der Aufstieg in die TFF 1. Lig. Zur Wintertransferperiode 2012 verließ er nach einer Vertragsauflösung Adana Demirspor.  Zur Rückrunde der Spielzeit 2012/13 wechselte er zum Drittligisten Yeni Malatyaspor.

## Erfolge
- Adana Demirspor:
  - Play-off-Sieger der TFF 2. Lig: 2011/12
  - Aufstieg in die TFF 1. Lig: 2011/12